# Dream On (Depeche Mode)
Dream On is een nummer van de Britse synthpopband Depeche Mode uit 2001. Het is de eerste single van hun tiende studioalbum Exciter.
Het nummer werd een grote hit in Europa en Canada. "Dream On" wist de 6e positie te bereiken in het Verenigd Koninkrijk. In Nederland was het nummer met een 12e positie in de Tipparade niet heel succesvol. In de Vlaamse Ultratop 50 deed het nummer het iets beter, daar haalde het een bescheiden 31e positie.